# 赫罗本东克
赫罗本东克（荷蘭語：Grobbendonk，荷蘭語發音：[ˈɣrɔbə(n)dɔŋk]）是比利时弗拉芒大區安特衛普省蒂倫豪特區的一个市镇，通行荷蘭語，是弗拉芒社群的一部分，面积28.36平方千米，人口11,172人（2020年1月1日）。